# Chthonerpeton indistinctum
Chthonerpeton indistinctum és una espècie d'amfibi Gimnofió de la família Typhlonectidae que habita en boscos temperats, rius, pantans, aiguamolls i cursos intermitents d'aigua dolça, pastures, zones d'irrigació, terres agrícoles inundades en algunes estacions i canals i dics de l'Argentina, Brasil, el Paraguai i l'Uruguai. Està amenaçada d'extinció per la destrucció de l'hàbitat.